# Vlaamse Golf
De Vlaamse Golf was een vernieuwingsbeweging in het Vlaamse theater en danslandschap uit de jaren 1980. De naam is afgeleid van een reeks in Nederland zeer succesvolle Vlaamse voorstellingen tussen 1985 en 1995 van onder meer de Blauwe Maandag Compagnie, De Tijd (Lucas Vandervost) en Akt/Vertikaal (Ivo Van Hove), Rosas (Anne Teresa De Keersmaeker) die zich kenmerkten door passie, energie en een nauwgezette dramaturgie. Een verklaring van het succes was het idee dat Vlaamse acteurs "vanuit de buik" spelen, in tegenstelling tot Nederlandse acteurs die dat "vanuit het hoofd" zouden doen.
De vernieuwing heeft een grote impact gehad omdat de pioniers van toen - Anne Teresa De Keersmaeker, Wim Vandekeybus, Jan Lauwers, Alain Platel, Jan Decorte, Josse De Pauw, Willy Thomas, Hugo De Greef, Gerard Mortier, Marianne Van Kerkhoven, Hugo Vanden Driessche, Arne Sierens - een belangrijke stempel hebben gedrukt op het Vlaamse podiumlandschap. Velen hebben op jonge leeftijd een leidinggevende positie verworven in Vlaamse theaterhuizen, die ze nog steeds betrekken.